# Корте Мадама (Кремона)
Корте Мадама (итал. Corte Madama) је насеље у Италији у округу Кремона, региону Ломбардија.
Према процени из 2011. у насељу је живело 221 становника. Насеље се налази на надморској висини од 61 м.